# Nina Schedlmayer
Nina Schedlmayer (* 1976 in St. Pölten) ist eine österreichische Kulturjournalistin und Kunsthistorikerin.

## Leben und Werk
Nina Schedlmayer studierte Kunstgeschichte an der Universität Wien und der Universität Hamburg, schloss mit einer Diplomarbeit über Hannah Höch 2001 ab und promovierte 2010 mit einer Dissertation über die nationalsozialistische Kunstzeitschrift „Kunst dem Volk“.
Von 2001 bis 2023 arbeitete sie für das österreichische Nachrichtenmagazin Profil im Kulturressort, wo sie über bildende Kunst, Architektur, Kunstmarkt und Kulturpolitik schrieb. Zudem verfasste und verfasst sie Beiträge für Fachmagazine, Wochenzeitungen und Tagespresse im In- und Ausland, darunter die Zeit, Handelsblatt, Tagesspiegel, Weltkunst, Kunst & Auktionen, Wiener Zeitung, Parnass, Eikon; ebenso zahlreiche Texte für Ausstellungskataloge und Künstlerbücher. 
2021 publizierte Schedlmayer eine Biografie über die Künstlerin Margot Pilz im Leykam Buchverlag. Seit 2018 schreibt sie auf artemisia.blog über feministische Themen in der Kunst. Seit 2019 ist sie Chefredakteurin des Kulturmagazins morgen, für dessen Relaunch sie verantwortlich war.
Schedlmayer ist auch als Ausstellungskuratorin und Moderatorin tätig. 2007 bis 2013 war sie Vorstandsmitglied im Verband österreichischer Kunsthistorikerinnen und Kunsthistoriker sowie Chefredakteurin der Zeitschrift „Kunstgeschichte aktuell“.

## Auszeichnungen
- 2017: Österreichischer Staatspreis für Kunstkritik[8]
- 2022: Süßer Preis der Freischreiber:innen – Netzwerk Freier JournalistInnen Österreich[9]

## Publikationen (Auszug)
- Art Biography – Margot Pilz. Leben. Kunst, Leykam Verlag, Wien 2021
- „Auf den Schultern von Riesinnen. Vermächtnisse und Archive, Leerstellen und Gegenerzählungen“, in: Auf den Schultern von Riesinnen (Hg. Künstlerhaus, Gesellschaft bildender Künstlerinnen und Künstler Österreichs) Ausstellungskatalog, Künstlerhaus Wien, 2024
- „Fünf Generationen, 112 Jahre: Schlaglichter auf die Geschichte der Werkstätte Carl Auböck“, in: Iconic Auböck. Eine Werkstätte formt den österreichischen Designbegriff (Hg.: Lilli Hollein, Bärbel Vischer), Ausstellungskatalog MAK Wien, 2024
- „Sich den Raum nehmen: Gedanken zur installativen Malerei von Katharina Grosse“, in: Katharina Grosse. Warum drei Töne kein Dreieck bilden (Hg.: Angela Stief, Klaus Albrecht Schröder), Ausstellungskatalog Albertina Wien, 2023
- „Die Welt im Blick: einige Überlegungen zu Arbeiten von Fiona Tan“, in: Fiona Tan. Mit der anderen Hand (Hg. Thorsten Sadovsky, Florian Steininger), Ausstellungskatalog Museum der Moderne Salzburg/Kunsthalle Krems, 2020
- „Dort, wo es weh tut. Miriam Cahn und der Feminismus“, in: Miriam Cahn. Das genaue Hinschauen, (Hg. Thomas D. Trummer), Ausstellungskatalog Kunsthaus Bregenz, 2019
- „Die Kunstprojekte der Arbeiterkammer Wien und ihre Sammlung. Ein Überblick“, in: Kunst – Arbeit – Gesellschaft. Die Kunstprojekte der Arbeiterkammer Wien und ihre Sammlung (Hg.: AK, Roman Berka) Wien 2016
- „Auf der Achterbahn“, in: Das Wiener Künstlerhaus. Kunst und Institution, (Hg. Peter Bogner et al.), Künstlerhaus Wien 2015
- „Silent Alien Ghost Machine Museum: Die Moderne im Kaleidoskop“, in: Silent Alien Ghost Machine Museum. Norbert Pfaffenbichler, (Hg. Sandro Droschl), Ausst. Kat. Medienturm Graz, Wien-Bozen 2010
- „Die Rigaud-Sessions“, in: Peter Rigaud Portraits, (Hg. Peter Rigaud), Wien 2008

## Ausstellungen
- „Auf den Schultern von Riesinnen“, Künstlerhaus Wien 2024[10]
- „Fiona Tan. Mit der anderen Hand“, Kunsthalle Krems 2020[11]
- „Arbeit, Leben, Kunst“, NöART, div. Orte, 2019
- „Elemente des realen Lebens“, NöART, div. Orte, 2017
- „Zwischen Kunst und Kind“, Factory, Kunstmeile Krems, 2003